# Gehry Residence
Gehry Residence (dom Franka Gehry’ego) – prywatny dom mieszkalny, który architekt Frank Gehry zaprojektował dla siebie i swojej rodziny w 1978 roku. Rezydencja znajduje się w miejscowości Santa Monica (Kalifornia), w Stanach Zjednoczonych. Dom o niewielkiej skali z 1920 roku Gehry przebudował przy użyciu siatek ogrodzeniowych, blachy, drewna i szkła, w historii architektury podawany jako kanoniczny przykład budowli dekonstruktywistycznej. Rezydencja nie jest dostępna dla publiczności, ale mimo to Dom Gehry’ego stał się atrakcją dla turystów.

## Galeria

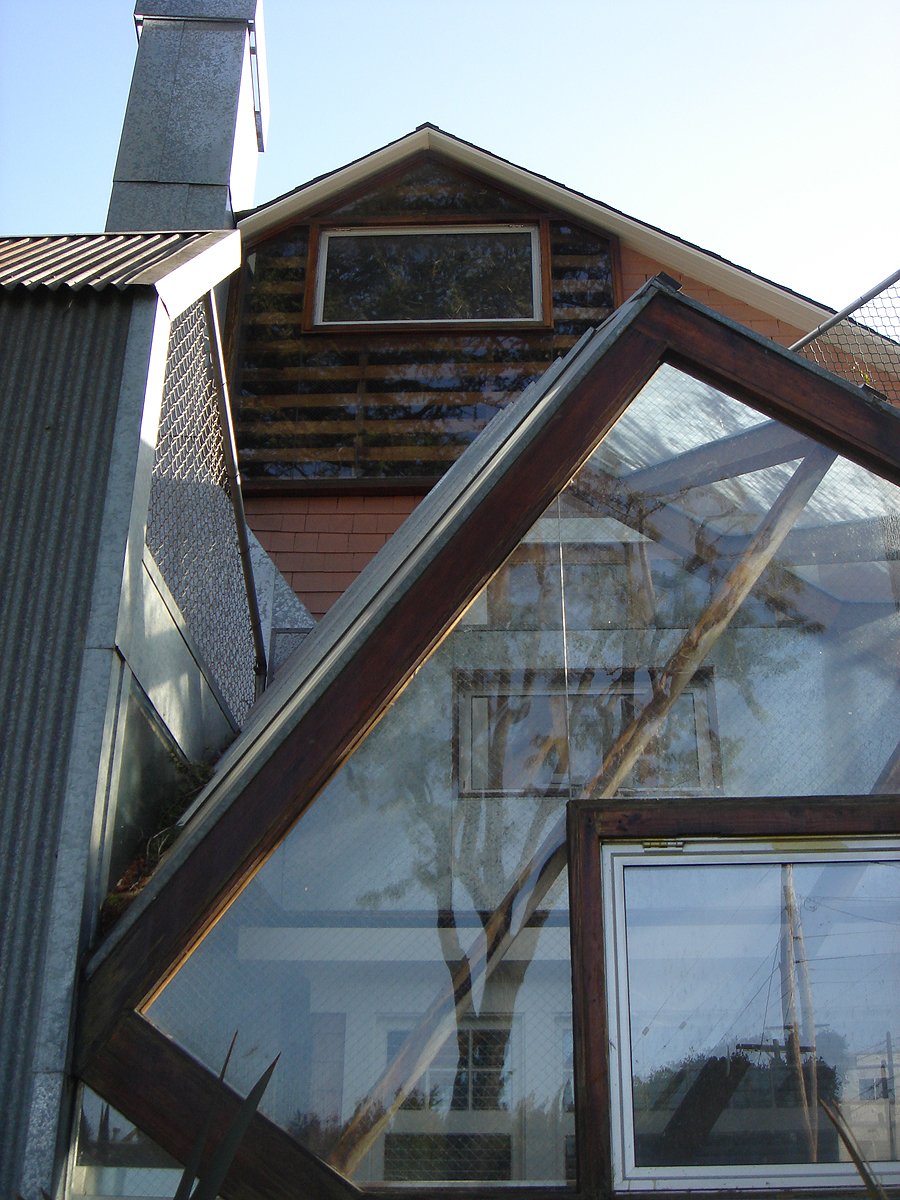
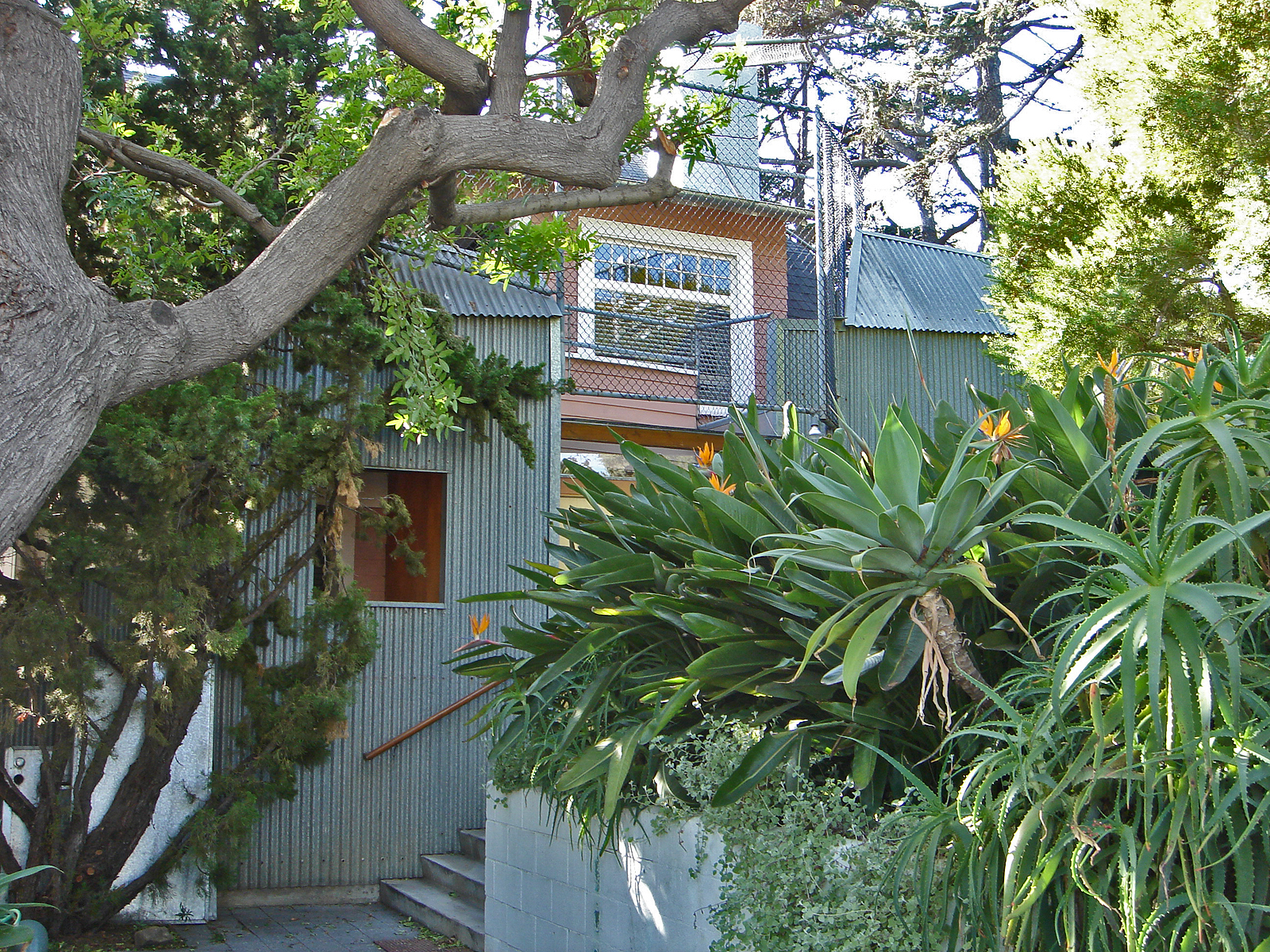
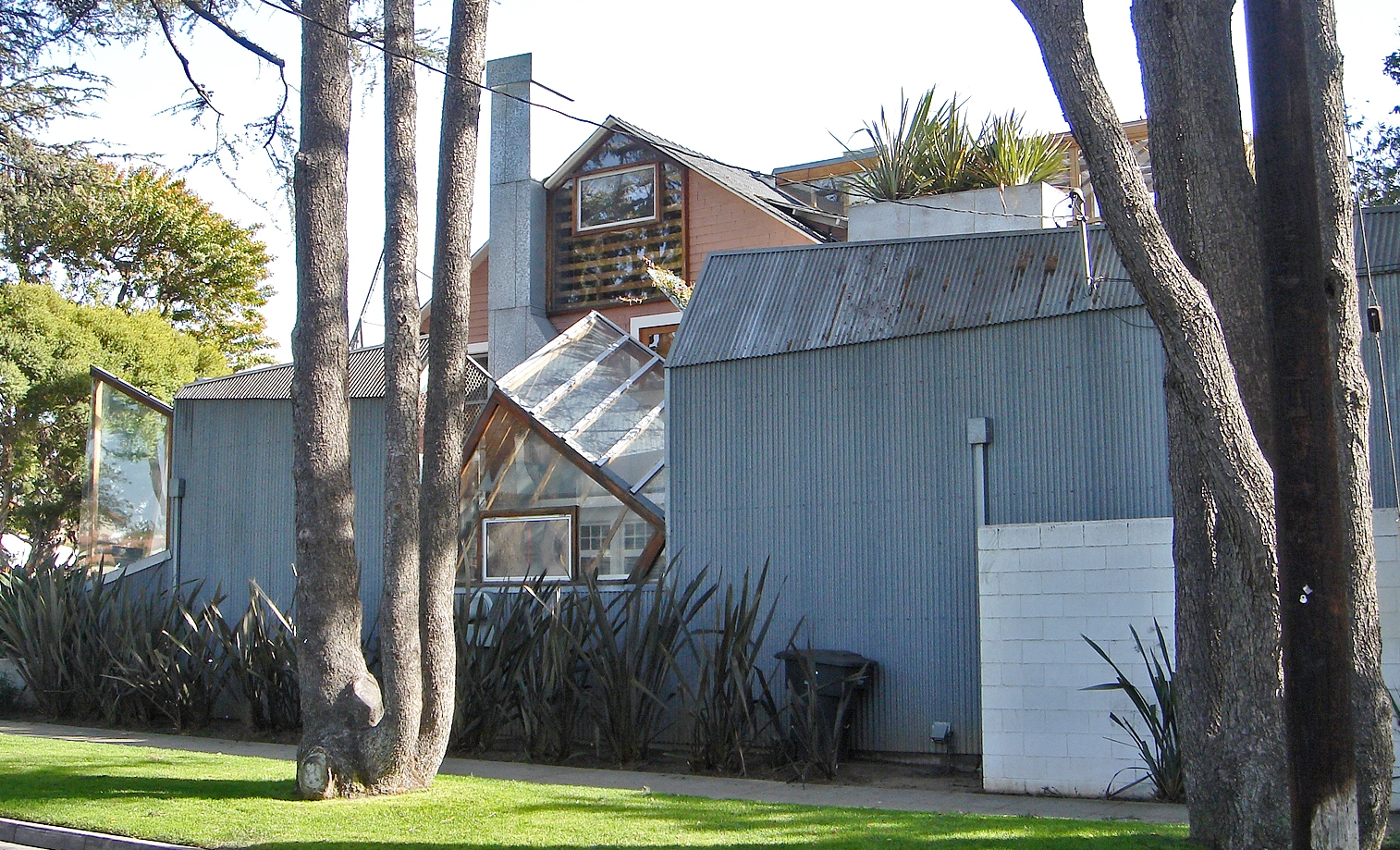